# Yvonne Deleau-Prince
Yvonne Deleau-Prince of Yvonne Prince (Dampremy, 7 juli 1910 - 6 juni 1996) was een Belgisch volksvertegenwoordiger.

## Levensloop
Van beroep maatschappelijk assistente werd Yvonne Prince gemeenteraadslid en schepen in Leval-Trahegnies.
In 1959 werd ze socialistisch volksvertegenwoordiger voor het arrondissement Thuin, na het ontslag van Roger Baize. Ze oefende dit mandaat uit tot in 1965.
In 1971 werd ze directrice in Nieuwpoort van L'Age Heureux, een vakantiehuis op de zeedijk dat toebehoorde aan de Socialistische Vooruitziende Vrouwen.